# 红领
红领是中国大陆对以国家财政收入为生的公务员及其他公职人员阶层的称呼，该名词的推广与中国华图教育集团财务总监吴正杲有关，据其解释：“红领”一词源自象征共产主义意识形态及中华人民共和国国旗主色调的红色，该阶层的特点是收入稳定、福利有保障、晋升有空间。

## 参看
- 白领
- 蓝领
- 粉领
- 金领
- 紅領巾

1. ↑  .   [2010-09-03]. （原始内容存档于2019-06-11）.